# Vue du port de Dieppe
Vue du port de Dieppe, est une huile sur toile réalisée en 1765 par le peintre français Joseph Vernet. Conservée au musée national de la Marine de Paris, l'œuvre est un dépôt du musée du Louvre depuis 1943.

## Genèse de l’œuvre
C’est le dernier des quinze tableaux réalisés pour la série Vues des ports de France, commandée en 1753 par le marquis de Marigny pour le roi Louis XV et exécutée entre 1754 et 1765.
Vernet se rend à Dieppe en septembre et octobre 1763 pour peindre des études d’après nature, puis revient finaliser son tableau à Paris.

## Description
Cette vue est prise le matin, à l’avant-port depuis le quai des Arcades de la Bourse. L’île du Pollet est représentée en face, au second plan. 
Avec ce tableau Vernet choisit de mettre en avant l’activité commerciale liée à la pêche. Au premier plan, il représente les différents types de poissons pêchés dans les parages, des pêcheurs raccommodant leurs filets ainsi que des marchandes de poissons.

## Réception
La toile est exposée au Salon de peinture et de sculpture de 1765.